# Филип (син на Менелай)
Вижте пояснителната страница за други личности с името Филип.
Филип (на старогръцки: Φίλιππος, Philippos, † сл. 330 г. пр. Хр.) е македонски офицер на Александър Велики през IV век пр. Хр.
Той е син на Менелай. При започването на похода в Азия той командва като hipparchos съюзническата кавалерия от Пелопонес в битката при Граник (334 г. пр. Хр.).
През пролетта 333 г. пр. Хр. той поема командването на тесалийската кавалерия от върналия се Александър от Линкестида. Като такъв командир той участва при превземането на Дамаск 332 г. пр. Хр. под Парменион и в битката при Гавгамела 331 г. пр. Хр. След официалното прекратяване na отмъстителния поход в Екбатана през 330 г. пр. Хр. Александър разпуска от служба тесалийската конница, Филип остава обаче във войската като командир на наемниците на коне, между които се намират по-нататък още 130 тесалийски доброволци. Този отряд след смъртта на Филота той води към главната войска в провинция Арея.
След това няма сведения за Филип, синът на Менелай, не е ясно дали е идентичен с по-късно споменавания сатрап на Бактрия, Филип.